# 平清盛 (大河劇)
《平清盛》為NHK電視台第51部大河劇，2012年1月8日開始播出，主演為松山研一，同時為其NHK大河劇首次主演作品。

## 作品內容
與2005年的『義經』一樣是以平安時代為主題。與1972年的『新·平家物語』播出後正好相隔40年時間，同為以平家作為主角的作品。同時也是以3年連續以非歷史小說作為原作的作品。
於2010年8月4日在NHK廣播中心進行製作發表，不過，與到現在為止的大河不同的是，關於節目的發表被公開時，使得當日的NHK電視新聞也一併延後了。
以平安時代末期爭議性的梟雄平清盛的一生為中心，一反過去負面形象，本劇以平清盛的成長發展作為脈絡，從征夷大將軍源賴朝的視野描述平氏一族盛衰，後至壇之浦之戰、平家的滅亡告終。
2010年11月9日日刊スポーツ報導主角平清盛將由松山研一飾演。

## 製作團隊
- 編劇：藤本有紀
- 音樂：吉松隆
- 主題音樂指揮：井上道義
- 主題音樂演奏：舘野泉、NHK交響樂團
- 題字：金澤翔子
- 人物设计监修：柘植伊佐夫
- 時代考證：本郷和人
- 制作人：磯智明
- 旁白：岡田將生
- 導演：柴田岳志

## 登場人物

### 平家一门

#### 男性
- 平清盛（たいら の きよもり）
- 演员：松山研一（儿童期：前田旺志郎）

主人公，本劇中設定為白河天皇的私生子，並從征討海賊中崛起。武士之王。
- 平忠盛（たいら の ただもり）
- 演员：中井贵一

清盛的父親。受託養育天皇私生子長大，從海賊征討、私下貿易等活動中大幅提高了平家的財力、武力與地位。壯志未酬時死去。
- 平忠正（たいら の ただまさ）
- 演员：丰原功补

清盛的叔父，但反對哥哥扶養清盛，主張以家盛作為平氏領導人。保元之亂時跟清盛對立，站在崇德上皇的一方，最後引起平家分裂。
- 平家盛（たいら の いえもり）
- 演员：大东駿介（儿童期：藤本哉汰）

忠盛與妻子宗子的兒子，忠盛次子。也具備繼承人的資格，但支持哥哥清盛繼承大位。跟忠盛一樣相貌堂堂、非常努力於學習。卻为藤原赖长看上並成為性奴隸，在得知赖长的阴谋后心死。在和鸟羽法皇一同前往熊野参拜的路上坠马而亡。
- 平赖盛（たいら の よりもり）
- 演员：西岛隆弘

清盛的异母弟，家盛的同母弟，忠盛第五子。因是正室的儿子，所以在清盛继承家督位置后，受到冷落；后与清盛共同为平家而努力。平家离开京都前，赖盛为延续平家的血脉而独自一人忍受巨大压力前往镰仓，于平家灭亡后第二年在镰仓逝世。
- 平重盛（たいら の しげもり）
- 演员：洼田正孝（少年期：平冈拓真，幼儿期：丸山步梦）

清盛的嫡长子，母亲是高阶明子。拥有太过认真的性格，最初与父亲清盛的政见相左，在目睹了清盛与山法师的对抗后转为全身心支持父亲。在清盛出家后继承家督的位置。因身为天皇外戚的继母平时子的弟弟平时忠有意推举继母所生的弟弟平宗盛为继承人而苦恼。建春门院死后，夹在父亲和后白河法皇的对立之间无法调停矛盾，最终心忧而亡，年42岁。
- 平基盛（たいら の もともり）
- 演员：渡部豪太（少年期：末冈拓人，幼儿期：池田优斗）

清盛次子，母高阶明子，重盛的同母弟。性格很讨巧，被清盛评价为很像年轻时的自己。因落马溺死于宇治川，传闻是死于崇德院的怨灵作祟。
- 平宗盛（たいら の むねもり）
- 演员：石黑英雄（少年期：草川拓弥，儿童期：马渕誉，幼儿期：村山谦太）

清盛第三子，母亲是平时子。平时子的第一子。秉性柔和，与同母弟和舅舅时忠关系很好。在平治之乱阵前元服，与同岁的源赖朝交手被他吓倒。因舅舅的唆使第一次意识到自己应该成为家督，但深深觉得自己不如重盛。重盛死后宗盛如愿继承，却因为压力太大而天天举行宴会饮酒度日，被母亲责怪。清盛执意迁都后，面对公卿们的不满第一次勇敢向清盛表达自己的意见。清盛死后宗盛无力应对蜂起的反平家浪潮，率领一族退走西國并最终败于源氏。他和儿子被俘虏回京都斩首。
- 平知盛（たいら の とももり）
- 演员：小柳友

清盛第四子，母亲是平时子。文武兼优。在坛之浦之战中力战不敌，怀抱船锚沉海。
- 平重衡（たいら の しげひら）
- 演员：辻本祐树（少年期：新田海统）

清盛第五子，母亲是平时子。天真无邪，十分崇拜父亲清盛。生于平家富足之时，不识战事，疏于练武而长于文艺舞蹈。在平反南都的僧侣叛乱时火烧东大寺，使得平家失尽天下人心。随平家一门西走，后被俘虏回京，平家战败后被斩首。
- 平维盛（たいら の これもり）
- 演员：井之脇海（儿童期：大西勇哉）

重盛的嫡男，清盛之孙。清盛指定平家大将伊藤忠清为其乳父。比起武艺更喜欢丝竹，在出征源氏时因被水鸟之声惊吓不战而逃，被愤怒的清盛殴打。后随平家一同离开京都，一之谷之战后脱队，于那智瀑布投水自尽。
- 平资盛（たいら の すけもり）
- 演员：森永悠希（儿童期：大西健诚）

重盛的次子，清盛之孙。因为是清盛的孙子而骄傲自满，在面对摄政松殿基房的仪仗时不知避让，被别有用心的摄政一方羞辱、殴打。随平家一同离开京都，在坛之浦之战中跳海自尽。
- 重三郎（しげざぶろう）
- 演员：石井莲

重盛的第三子，清盛之孙。
- 平清宗（たいら の きよむね）
- 演员：松本赖

宗盛的嫡子，清盛之孙。与宗盛一同被捕回京后被斩首。
- 平经盛（たいら の つねもり）
- 演员：骏河太郎

忠盛的第三子，侧室所生。喜好文艺而不长于武艺。
- 平教盛（たいら の のりもり）
- 演员：铃之助

忠盛第四子，侧室所生。武勇过人，较为粗俗。
- 平忠度（たいら の ただのり）
- 演员：室剛

忠盛第六子，侧室所生。生活在熊野，在平清盛50大寿的寿宴上才初次与几位兄长相遇。天然明快，长于和歌。
- 平長盛（たいら の ながもり） / 平忠纲（たいら の ただつな） / 平正纲（たいら の まさつな） / 平通正（たいら の みちまさ）
- 演員：大地泰仁（長盛） / 久保山知洋（忠纲） / 山本卓（正纲） / 竹下諒一（通正）

忠正的儿子们，清盛的堂弟。因父亲忠正跟随的崇德上皇一方在保元之乱中战败，被捕后全家被斩首。
- 平正盛（たいら の まさもり）
- 演员：中村敦夫

清盛的祖父，忠盛、忠正的父親。根據地在伊勢而被白河法皇所重用，擴張了平家的力量。雖然清盛和平家並無血緣關係，也表示了若以清盛作為嫡男來撫養似乎不妥，但仍下決心扶養他。同時也預見了平家將來分裂的危險。

#### 女性
- 平時子（たいら の ときこ）
- 演员：深田恭子

憧憬王朝文學，並且一直因為期待如光源氏般的丈夫，因此拖延了婚期。由於弟弟時忠強力說媒後才結婚，嫁給平清盛。沒想到跟自己理想中男性天差地遠，是個粗暴的男子，並且對婚姻失望。但跟清盛生活後，理解他遠大的志向，於是開始照顧清盛元配的孩子，並為平氏一族繁榮努力。清盛死後，成為平家的精神支柱，並且決定跟源賴朝作戰，最後帶領家族前往壇之浦。
- 高階明子（たかしな の あきこ）
- 演员：加藤爱

清盛第一任妻子，重盛、基盛之母。最初跟過著無賴般生活的清盛一起，並保護著他。出身不高，和武士高層的平家身份懸殊，因清盛的坚持而一起不顧周邊反對而結婚。雖然有成熟而順從的個性，但一旦決定的事情絕不會改變。這樣的個性也被長男重盛繼承。后因救助路边染病的民众而被传染瘟疫，清盛求珍贵的宋朝药品不得导致明子病故，是清盛致力于与宋朝进行贸易的一个远因。
- 藤原宗子（ふじわら の むねこ）
- 演员：和久井映见

忠盛的妻子，後來的池禪尼。一起養育著清盛與家盛長大，並且教導他們忠盛的家教。忠盛死後，面對平家分裂危機，她則守著忠盛的遺言，把清盛培養成棟梁，並為家族盡力。但在平治之亂中，捕獲義朝的嫡長子賴朝，在賴朝身上看到家盛的影子，於是在清盛面前將長久壓抑的情感爆發出來，懇求清盛放過賴朝，也種下未來平家滅亡的遠因。
- 藤原经子（ふじわら の つねこ）
- 演员：高桥爱（少女期：大出菜菜子）

重盛的妻子，池禅尼的表弟藤原家成的女儿，藤原成亲之妹。保元之乱后，由成亲撮合与重盛结婚。一直温柔地支持着重盛，在平家西走时一同离开。
- 秀子（ひでこ）
- 演员：海老濑花

家盛的妻子，擅长吹笙。家盛死后改嫁。

#### 堂上平氏
与清盛所属的武家平氏家系不同，共有一个远祖桓武天皇。平时子兄弟姐妹出自此系。
- 平時忠（たいら の ときただ）
- 演员：森田刚

時子的弟弟。跟清盛見面後，確認清盛就是可以改變時代的男人，並成為清盛、平家一門的支柱而貢獻。有時候使用暗殺，有時使用拉攏，甚至還有施以流放之刑等維持政權，是一個充滿野心的人。
- 平时信（たいら の ときのぶ）
- 演员：蛭子能收

贫穷的下级贵族，时子、时忠、滋子之父，对充满投机心理的儿子时忠非常失望。

#### 平家家臣与侍女
- 平家貞（たいら の いえさだ）
- 演员：中村梅雀

侍奉忠盛、清盛2代的武士，也非常理解他們。因為很愛吃中國點心，所以期待清盛的日宋貿易。
- 平盛國（たいら の もりくに）
- 演员：上川隆也

獵魚者之子，因白河法皇禁止殺生令而父親死亡，進而成為忠盛的養子。具有沈著冷靜的個性，也壓抑著個性猛爆的清盛，猶如清盛的哥哥一樣。。
- 平盛康（たいら の もりやす）
- 演员：佐戸井健太

平氏的武士。清盛的乳父。清盛年少时的各种破天荒的活动的唯一理解者，在清盛惹麻烦时总是为了拥护他而给别人磕头道歉。在海贼讨伐中为了保护清盛而中箭，临死之际向清盛提出要求以鲈丸为养子，并赐名盛国。
- 伊藤忠清（いとう ただきよ）
- 演员：藤本隆宏

伊勢人，也是平家的譜代家臣。完全的武士。保元之亂中打頭陣，擔任各種戰爭中的總大將。雖然在清盛接任家督時唱反調，但最後仍支持清盛。
- 平贞能（たいら の さだよし）
- 演员：田口浩正

平家贞之子，继承父亲的地位为平家家臣第一人，在清盛退居福原后成为重盛的近侍。
- 平维纲（たいら の これつな）
- 演员：尾美利德

家盛的乳父。对应该成为平家嫡子的家盛充满期待，在家盛决定竞争嫡子地位后为他东奔西走。家盛突然死亡后，为了凭吊他而剃发出家，离开平家。
- 平宗清（たいら の むねきよ）
- 演员：梶原善

頼盛的乳父。平治之乱后捕捉到了赖朝。被清盛遗言委托不管发生何事都要紧随赖盛。但是在赖盛决定前往镰仓时让他跟随平家一门离开，所以直到死前都跟随着平家大部队。
- 伊藤忠直（いとう ただなお）
- 演员：土平友厚

伊藤忠清的弟弟，在保元之乱中首当其冲，被源氏的弓箭能手源八郎射中身亡。
- 须磨（すま）
- 演员：駒塚由衣

池禅尼的侍女。
- 生田（いくた）
- 演员：伊藤修子

清盛的侍女。最初侍奉明子，明子逝世后侍奉时子。
- 波子（なみこ）
- 演员：岩田さゆり

前来向明子学习琵琶的贵族小姐的侍女，经明子做媒与平盛国结婚。
- 罗刹（らせつ）
- 演员：吉武怜朗

平家放置在京中的身穿红衣的少年「禿童」的头领，负责做平家的耳目，监听他们是否说平家的坏话或对平家有所不满。在剧集的最后成为盲眼琵琶法师，吟唱《平家物语》。

#### 兔丸一黨
- 兎丸（うさぎまる）
- 演員：加藤浩次（少年期：前田航基 / 幼少期：庄司龍成）

京都被忠盛斬殺的盜賊朧月的兒子，身份是海盜，最後嶄露頭角，在瀨戶內海被稱為是「西海的海賊王」。在幾次海戰中跟清盛纏鬥，最後決定加入清盛軍，成為他開拓海國的支柱之一。後來對平家的所為充滿疑惑，酒醉罵平家時，被平時忠派出整肅對平家不滿言論的手下殺死。
- 桃李（とうり）
- 演員：柊瑠美（少女期：山口愛）

宋人。兎丸之妻。
- 小兎丸（こうさぎまる）
- 演員：高杉真宙

兔丸和桃李的兒子。

### 源氏一族

#### 男性
- 源義朝（みなもと の よしとも）
- 演员：玉木宏

清盛的好友，也是宿敵。出身清和源氏。在報仇心下被父親為義養育長大，對武士生活方式存有疑問。跟清盛接觸後，反而對武士有嶄新觀點。在關東築起自己的基地，在平治之亂中戰死，其夢終被三男賴朝實現。
- 源為義（みなもと の ためよし）
- 演员：小日向文世

義朝的父親，源氏關鍵人物。對平家抱有激烈的反抗，期望義朝未來能對抗平家。
- 源賴朝（みなもと の よりとも）
- 演员：岡田將生（少年期：中川大志；儿童期：横山幸汰；幼儿期：君野梦真）/冈田将生兼任本剧旁白

日本初代征夷大将军。「我真的打敗那個男人了嗎？」這是賴朝在壇之浦消滅平家後，看見高興歡呼士兵所想的。父親義朝被打敗後，他被平清盛流放到伊豆，以罪人身份活了下來。也就是這份仇恨，他總以打倒平清盛、自我鍛鍊作為夢想。最後他終於站上日本的頂點。本劇是以賴朝作為電視劇的開始來倒敘。
- 源义经（みなもと の よしつね）
- 演员：神木隆之介（儿童期：土師野隆之介）

日本传奇英雄。源义朝与常盘御前的第三子，幼名牛若丸。平治之乱當年出生，曾被清盛视如己出抚养，也视清盛如亲父。得知父亲是为清盛所败后，离开京都前往奥州，在兄长起兵后与之呼应。在源平合战的最后决战——坛之浦之战中以总大将的身份击败平家。後來被兄長賴朝懷疑謀反，在寺廟裡切腹明志。
- 今若丸（いまわかまる）
- 演员：佐藤詩音

義朝与常盤御前的第一子。
- 乙若丸（おとわかまる）
- 演員：荒川槙

義朝与常盤御前的第二子。
- 源義賢（みなもと の よしかた）
- 演员：阪本浩之

源为义的第二个儿子，义朝的弟弟。深受为义喜爱，将源氏的家传宝刀友切传给了他。之后被侄子源义平击败，宝刀被夺，自己也身亡。
- 源赖賢（みなもと の よりかた）
- 演员：永岡佑

源为义的第四个儿子，义朝的弟弟。保元之乱时跟随父亲支持崇德天皇，与跟随后白河天皇的哥哥义朝的军队对战。战后与父亲一同被斩首。
- 源為朝（みなもと の ためとも）
- 演员：橋本さとし

源為義的第八个儿子。義朝的弟弟。通称鎮西八郎（ちんぜいはちろう）。身材高大，箭术高超，随父亲参与保元之乱。
- 源行家（みなもと の ゆきいえ）
- 演员：江良潤

源为义最小的儿子，义朝的弟弟。平治之乱后潜伏于熊野，受八条院的命令，带着以仁王讨伐平家的令旨前往伊豆告知赖朝起兵响应。
- 源賴仲（みなもと の よりなか）/ 源為宗（みなもと の ためむね）/源為成（みなもと の ためなり）/ 源為仲（みなもと の ためなか）
- 演员：岩間天嗣（赖仲）/ 大木貴文（為宗）/ 新井裕介（為成）/ 藤村直樹（為仲）

源為义的其他兒子们，保元之乱后与父亲一同被斩。
- 源義平（みなもと の よしひら）
- 演员：波岡一喜

源义朝的长子，母亲是三浦义明的女儿。武勇过人，十分好战，受父亲之命从叔父源义贤那里抢夺了家传宝刀友切。平治之乱时与父亲一同出兵，在皇宫内与平家的长男平重盛展开一场精彩的单打独斗。源氏战败后本来随父亲一同避难，后独自潜回京都欲刺杀清盛，被捕后遭斩首。
- 源朝長（みなもと の ともなが）
- 演员：川村亮介

源义朝的次子，母亲是波多野义通的妹妹通子。平治之乱时与父亲一同出战，在贺茂川战场被箭射成重伤，与父亲退至美浓国的青墓地区时，重伤难支，请求父亲杀死自己，最终死于父亲义朝之手。
- 千鶴丸（せんつるまる）
- 演员：森一樹

源赖朝的长子，母亲是伊豆在地武士伊东祐亲的女儿八重姬。因为外祖父害怕被平家怀疑与罪人赖朝有往来，所以被其放入水中溺死。

#### 女性
- 由良御前（ゆらごぜん）
- 演员：田中麗奈

熱田大宮司的女兒。源義朝的正室。在義朝前往關東時与他认识，虽然第一面不愉快但由良自此放不下他。与义朝结婚后，生下嫡子赖朝。也因為義朝身邊有很多女人，而帶有嫉妒心。以復興源氏為目標培養著賴朝，並且嚴格管教他。
- 常盤御前（ときわごぜん）
- 演員：武井咲

皇家侍女，是從千人中選出來的美女。由於是平民出身，所以16歲時就被源家的棟梁納為側室，之後產下牛若丸（源義經）。21歲時因平治之亂，義朝被因叛徒而處決，當時帶著年幼的牛若丸在大雪中，懇求平家救他們一命，並以當清盛側室作為存活的條件。
- 北條政子（ほうじょう まさこ）
- 演员：杏

喚醒在伊豆流放中賴朝的鬥爭之心，並且鼓勵他重拾「源氏才是武家棟梁」的熱情女子。雖然向賴朝傾心，但作為監視者的父親北條時政極力反對兩人的結合。然而她說服了父親，讓北條支援賴朝起兵、復興源氏。
- 通子（みちこ）
- 演员：下宮里穗子

东国武士波多野义通的妹妹，被哥哥献给义朝，生义朝次子源朝长。
- 八重姬（やえひめ）
- 演员：福田沙纪

伊豆国武士伊东祐亲的女儿，憧憬王朝文化，因此被来自京都的流犯源賴朝吸引，与他坠入情网，并珠胎暗结。儿子出生后，因父亲惧怕平家的势力，逼迫二人分开，并溺死了她的儿子。
- 大姬（おおひめ）
- 演员：？

源赖朝的长女，母亲是北条政子。

#### 源氏的家臣
- 镰田通清（かまた みちきよ）
- 演员：金田明夫

源义朝的乳父，为源氏的第一家臣。在保元之乱中中箭，向为义报告他的儿子们英勇作战的样子后死去。
- 镰田正清（かまた まさきよ）
- 演员：趙珉和

通清之子，源义朝的乳兄弟。陪同义朝前往东国进行武士修行，保元之乱时与义朝一同作战，战后代替无法亲自下手处决父亲的义朝斩杀了他的父亲兄弟。平治之乱源氏失败后，带着义朝退到尾张国自己的岳父长田忠致家，但不幸被长田忠致背叛，与义朝一起自尽。
- 藤九郎（とうくろう）
- 演员：塚本高史

源赖朝的家臣，后来的安达盛长。在赖朝被流放伊豆时受池禅尼的命令跟随赖朝，在伊豆时是赖朝唯一的家臣也是朋友一样的存在。
- 武藏坊辨慶（むさしぼう べんけい）（鬼若→辨慶）
- 演员：青木崇高

比叡山的僧兵，曾用名鬼若。作为比叡山的僧兵曾目睹过源、平两家的种种争斗，较倾向于源氏，在平治之乱发生后曾保护过常盘御前。多年后他改名辨庆，发誓再兴源氏，与源义经在京都的五条大桥相遇，此后成为他的家臣，最后与他一同死去。
- 長田忠致（おさだ ただむね）
- 演员：長谷川公彦

镰田正清的岳父，尾张国的武士。平治之乱后面对逃来此处的源义朝和女婿，他选择了背叛，令义朝二人绝望自杀。

#### 摄津源氏一族
与河内源氏不同的另外一支清和源氏。
- 源赖政（みなもと の よりまさ）
- 演員：宇梶刚士

与义朝一族为远亲的摄津源氏的武将，保元之乱时为后白河天皇一方。平治之乱原本跟随源义朝，在目睹源义朝不当的指挥和在平家面前的败势后，离开了源氏转而跟随平氏。随后任伊豆守，在越来越多的反对平家的浪潮中，他始终跟随平氏，因此清盛念他的功劳，赐他从三位，成为武家源氏第一个公卿。但在清盛渐渐走上歧途的时候对其失望，起兵响应以仁王舉兵，战败后于平等院自杀。
- 源仲纲（みなもとの の なかつな）
- 演員：須田邦裕

源赖政之子，对唯唯诺诺跟随平家的父亲不满。爱马木下被平宗盛强夺后力劝父亲反抗平家。兵败后于平等院自杀。
- 多田行綱（ただ ゆきつな）
- 演员：野仲イサオ

北面武士，官职为藏人。在鹿谷阴谋事件中，向平家告密，因而使得这次密谋杀害清盛的计划没有成功。
- 渡邊唱（わたなべ となう）
- 演员：伊藤正之

賴政的家臣。

### 皇室

#### 男性
- 後白河天皇（ごしらかわてんのう）
- 演员：松田翔太

讳雅仁。鸟羽天皇第四皇子，母待贤门院。繼承皇位希望渺茫的親王，在狂亂放縱中度過少年時期。在街上偶然遇到清盛，向他問了「人生誰才能獲勝」的問題。近衛天皇突然駕崩後，有大臣為免崇德天皇之子重仁親王繼位以後受到報復，於是勸說鳥羽法皇改立別人，最後法皇選擇29歲的他即位。為了實現最強之王的夢想，最後也跟清盛對立。
- 鳥羽天皇（とばてんのう）
- 演员：三上博史

祖父白河法皇死後建築起堅若磐石的政治體制，權力達到頂點。對當年白河法皇迫他傳位給白河私生子崇德天皇而耿耿於懷，曾稱祟德天皇為「叔父子」。因為家族內的情感、妃子之間的爭執，也造成天皇間繼承的爭執，並為後來的爭端埋下禍根。是平安時代400年最後的榮華大君，也是崇德天皇(劇中為名義上)、後白河天皇、近衛天皇的父親。
- 崇德天皇（すとくてんのう）
- 演员：井浦新

系譜上雖是鳥羽天皇的第一皇子，但實際上是白河天皇與待賢門院璋子的私生子。由於鳥羽上皇敵視他，不視他為親生兒子，因此討厭鳥羽上皇，被美福門院設計讓位給近衛天皇，但失去設立院政的機會（因為崇德天皇聲稱近衛天皇是以皇太子身份繼位，即其有開院政的機會，但詔書上寫的是皇太弟，如此便失去開院政的希望），遜位後與雅仁親王一同過著孤獨的生活。鳥羽法皇死後，因被懷疑謀反，而跟藤原賴長一起引爆「保元之亂」。
- 白河法皇（しらかわほうおう）
- 演出：伊東四朗

鸟羽天皇的祖父，后白河天皇的曾祖父，也是平清盛和崇德天皇的亲生父亲。
堀河、鳥羽、崇德天皇三代以來實施院政的法皇，具有實際的最高權力，天下未敢不從，曾誇口道：「賀茂川之水、雙六的賭局與山法師，天下間唯有這三件事不如我意！」但他也為後續災禍種下種子。本劇中崇德天皇是他與藤原璋子的私生子；清盛是他跟白拍子舞子生下的私生子。最後與皇室對立的清盛來說，白河法皇的血脈，具有非常重要的意義。
- 近衛天皇（このえてんのう）
- 演员：北村匠海

鳥羽天皇第九皇子。母亲是美福门院藤原得子。讳躰仁（なりひと）。
因母亲受鸟羽天皇宠爱，故出生后由母亲得子谋划，成为多年无子的嫂子崇德天皇中宫圣子的养子，并以皇太弟的名义继位。终生身不由己，15岁时因眼病驾崩。无子，由其异母兄后白河天皇继位。
- 二条天皇（にじょうてんのう）
- 演员：富浦智嗣（少年期：松田佳祐）

後白河天皇第一皇子。讳守仁（もりひと）。
因被美福门院抚养，因而与亲生父亲后白河天皇严重不合，联合美福门院逼父亲退位。平治之乱时被囚禁于皇宫的黑户御所，由藤原惟方解救，以女装的姿态得以脱险，随后颁布诏令讨伐源氏。乱后与父亲对立，期待的皇子顺仁出生后与父亲关系完全冷却。然而不久后即身患重病，强行让儿子继位后驾崩。
- 六条天皇（ろくじょうてんのう）
- 演员：？

二条天皇的皇子。讳順仁（のぶひと）。在父二条天皇与祖父后白河天皇深刻的对立中诞生，不久后即被病重的父亲立为皇太子并继位。
- 高倉天皇（たかくらてんのう）
- 演員：千葉雄大（幼少期：三谷翔太）

後白河天皇的第七皇子。母为建春门院平滋子。讳憲仁（のりひと）。
被父母宠爱着的孩子，被立为侄子六条天皇的皇太子，随后继位为天皇。性格温和，擅长吹笛。奉父母之命娶清盛之女、其表姊德子为中宮，与之生有一子安德天皇。治承三年政变后，被清盛逼退位，成为清盛的政治傀儡，因而很年轻便郁郁而终。
- 安德天皇（あんとくてんのう）
- 演員：田中悠太（嬰幼期：貞光奏風）

高倉天皇第一皇子。母建礼门院平徳子。讳言仁（ときひと）。
治承三年之变后被外祖父平清盛推上皇位。平家西逃时被平家带往西国，最后被外祖母平时子抱着投海自杀。
- 以仁王（もちひとおう）
- 演员：柿澤勇人

後白河天皇的第三皇子。不为父亲所爱，未获亲王的封号。养母为姑姑八条院暲子内亲王。治承三年政变后决心讨伐平家，向全国发布了讨伐平家的令旨，但起兵前被平家发觉，最终在逃亡兴福寺的路上被杀害。
- 重仁親王（しげひとしんのう）
- 演员：雄大

多年无子的崇德天皇所期待的皇子，皇位的有力候补，然而未能成行。保元之乱后被迫出家，平治之乱后死去。他的死令被流放的父亲崇德天皇再燃怨恨，成为怨灵诅咒世间。

#### 女性
- 祇園女御（ぎおん の にょうご）
- 演员：松田聖子

白河法皇晚年的寵妃，後來成為後白河天皇的今様老師。
- 待贤门院藤原璋子（ふじわら の たまこ）
- 演员：檀麗

鳥羽天皇的中宮，之後的待賢門院。是白河院的養女，並與其私通，受到鳥羽天皇的寵愛，並跟鳥羽、白河、崇德都有關係，是把皇朝帶向崩壞的元兇之一。雖然她與鳥羽法皇互相深愛著對方，但因為白河法皇的關係，使二人存有暗影，一直非常後悔，最後在得知鳥羽法皇原諒自己後病逝。
- 美福门院藤原得子（ふじわら の なりこ）
- 演员：松雪泰子

中階貴族出身，背負著一族期待而進宮侍奉鳥羽法皇。雖然受得寵愛，但由於鳥羽一直深愛待賢門院璋子，燃起激烈的對抗心。產下近衛天皇後，想盡辦法要令近衛天皇繼位，成功後自以為可以成為皇太后與待賢門院平起平坐，並一直得以陪伴在鳥羽法皇身邊，在璋子跟鳥羽法皇相繼死後，致力於重建已經腐敗的皇朝，加上天生的政治手腕，在朝廷內發揮了強大的影響力。鳥羽駕崩後，也讓皇室真正獲得全國實權的頂點。保元之亂時，派遣信西執行著政治工作，後來被稱為美福門院。
- 建春门院平滋子（たいら の しげこ）
- 演员：成海璃子

平時子的妹妹，從小時就被以「皇朝文學般的公主」被養育長大，出仕后白河天皇的姐姐上西门院统子内亲王。平治之亂後，被后白河天皇宠幸，生有高仓天皇。致力於调节跟清盛和後白河上皇緊張的關係。滋子死后，平家和皇室之間關係開始崩坏。
- 建礼门院平德子（たいら の とくこ）
- 演员：二阶堂富美（少女期：川岛紗南 / 幼儿期：内田愛）

平清盛与平时子的女儿，表弟高仓天皇的中宫。以身为平家的女儿而骄傲，努力盡自己的义务帮助父亲。平家西逃时，携带儿子安德天皇一同离去，后只有她被活着带回京都，最終削发为尼。
- 皇嘉门院藤原聖子（ふじわら の きよこ）
- 演员：大谷英子

崇德天皇的中宫，摄关藤原忠通的女儿。摄关家70余年后再次被立为中宮的女儿，却始终未能生下一儿半女，而崇德天皇的侍女已生下长子。她的父亲因而和美福门院联手，让她以美福门院的皇子为养子。
- 藤原多子（ふじわら の まさるこ）
- 演员：中田美優

近衛天皇的皇后。左大臣藤原赖长的养女。为与兄长藤原忠通对抗，被养父赖长送入皇宫为后。
- 藤原呈子（ふじわら の しめこ）
- 演员：伊藤麻實子

近卫天皇的中宫，藤原忠通的养女。为与弟弟藤原赖长抗衡，被养父藤原忠通送入皇宫为后。藤原忠通为她的入内造势，选了许多美女陪同入内，常盘御前便是其中之一。
- 上西门院统子内亲王（じょうさいもんいん むねこないしんのう）
- 演员：爱原實花

鸟羽天皇第二皇女，母待贤门院。崇德天皇的同母妹，后白河天皇的同母姐。被弟弟后白河天皇立为准母。由良御前所侍奉的对象，心疼由良御前在家的处境，重用由良御前的儿子源赖朝为自己的藏人。后来平滋子也成为她的侍女。
- 八条院暲子内亲王（はちじょういん あきこないしんのう）
- 演员：佐藤仁美

鸟羽天皇的女儿，母美福门院。后白河天皇的异母妹，收其第三子以仁王为养子，为养子的前途想尽了办法。
- 叡子内亲王（としこないしんのう）
- 演员：？

鸟羽天皇的女儿，母美福门院。美福门院所生的第一个女儿，因她期盼皇子，因而叡子出生时不是十分开心。
- 舞子（まいこ）
- 演员：吹石一惠

因白拍子身分被白河法皇召見，成為寵妃，但也被陰陽師警告是皇家禍亂的來源，最後逃離皇宮；但逃離後身懷清盛，並決意扶養清盛長大。在產下清盛以後，企圖行刺白河法皇被亂箭射死。

#### 出仕宫廷的女性
- 堀河局（ほりかわ の つぼね）
- 演员：凉

璋子的侍女，有時也會跟璋子談心。北面武士的佐藤義清（西行）對璋子有好感，也幫他兩人牽線。本身是貴族出身，有良好的藝術教育、教養，感受性也很豐富。璋子死後，跟西行仍保持歌藝的交流。是當時很著名、特別以愛情題材出名的女歌人。
- 御影（みかげ）
- 演员：横山惠

得子的侍女。
- 朝子（あさこ）
- 演员：浅香唯

信西的妻子，后白河天皇的乳母。
- 健寿御前（けんじゅごぜん）
- 演员：東風万智子

滋子的侍女。

### 藤原攝關家
- 藤原忠實（ふじわら の ただざね）
- 演员：國村隼

藤原道長的後代，也是貴族藤原攝關家輩份最高的人物，為貴族階級的頂點，曾任攝政、關白。白河院政中身居最高位，但也因為寵愛次男，使長男、次男之間的鬥爭而使得攝關家分裂，引起保元之亂。
- 藤原忠通（ふじわら の ただみち）
- 演员：堀部圭亮

貴族藤原攝關家出身，藤原忠實的長男，接替父親成為關白。與弟弟賴長不合。雖然父親脅迫其辭去關白，但得到鳥羽法皇與美福門院的支持，得以留任關白。保元之亂中，站在後白河派一方。
- 藤原賴長（ふじわら の よりなが）
- 演员：山本耕史

貴族藤原攝關家出身，藤原忠實的次男，因為能力超群而受到注目。一直希望可以整頓朝綱，在父親的協助下成為藤氏長者(藤原氏的長老)，左大臣(左府)，並得內覽官銜(即可入內優先參閱天皇所下詔書，此官銜與關白並存是非常罕見)。愛好男色，跟勢力逐漸膨脹的武士階級友好而成員其支柱。近衛天皇死後，被視為下毒咒使近衛天皇失明(近衛天皇死前因重病而失明)的黑手，於是失去鳥羽法皇的信任，權勢下跌，被稱為「惡左府」，最後跟崇德上皇結盟，引起保元之亂。保元之亂中，以貴族的立場，引用孫子兵法，拒絕源氏夜襲的建議，反倒後白河方聽從源義朝的建議，夜襲崇德方的根據地白河北殿，白河北殿陷落後，狼狽出逃，被崇德上皇說「信錯了你」，在逃走中被箭射中頸部大量失血，欲投靠父親藤原忠實被拒(避免攝關家被朝廷清算)，在被遺棄絕望之際咬舌自盡。
- 藤原基實（ふじわら の もとざね）
- 演員：村杉蟬之介

忠通的嫡男。接替父親的地位出任關白。承繼父親的遺命，娶了清盛的女兒盛子，並與平家保持良好關係。
- 平盛子（たいら の もりこ）

演員：八木希（少女期：近藤里沙）
基實的妻子。清盛的次女。
- 藤原基房（ふじわら の もとふさ）
- 演員：細川茂樹

忠通的次男。對平家專權感到不滿，處處針對平家。在遇上平資盛時發生了殿下乘合事件。
- 藤原兼實（ふじわら の かねざね）

演員：相島一之
忠通的三男。與二哥一樣不滿平家，但卻對二哥激進的手段感到擔憂。

### 新興貴族
- 信西（しんぜい）
- 演员：阿部貞夫

使清盛產生與宋朝貿易構想的啟蒙老師，也能說一口好的宋語。後白河天皇年幼時的養父，屬於中級貴族，擔任過少納言，由於自覺地位受到忽視，此後出家，法號信西。跟清盛與藤原得子關係很深。近衛天皇死後，離間有意和解並擁立崇德上皇的鳥羽法皇，勸說鳥羽法皇擁立後白河天皇繼位，後白河天皇即位後，自恃自己是後白河天皇的養父，成為朝中的實權者，也藉此要實現自己的政治理想，但也因為急速改革，招致貴族與武士階級的反感。平治之亂中在荒野間放棄逃走，挖穴把自己躲藏，然後發現被殺。
- 藤原信賴（ふじわら の のぶより）
- 演員：塚地武雅

後白河上皇的近臣。
缺乏政治才能，以取悅後白河上皇為長。
- 藤原家成（ふじわら の いえなり）
- 演員：佐藤二朗

中流貴族。鳥羽法皇的寵臣。和忠盛的妻子池禅尼是表親。
與平家有姻親關係，在政事上支持平家。
- 藤原成親（ふじわら の なりちか）
- 演員：吉澤悠

後白河法皇的近臣。藤原家成的嫡男。
遵照父親的遺願維繫著與平家的良好關係，但暗地裡與平家保持距離。
- 西光（さいこう）

演員：加藤虎之介
俗名藤原師光，藤原家成的養子，信西的家臣。
被信西的理想所吸引，一路支持著信西的政策。在平治之亂時由信西為其剃度出家，陪伴著信西到最後一刻，親眼目睹信西被殺。對於清盛放過源氏嫡男賴朝一事感到不滿。自認自己才是信西意志的繼承者，後成為後白河法皇的近臣，開始與清盛對立。

### 其他
- 西行（さいぎょう）/佐藤義清
- 演员：藤木直人

名門貴族出身，跟清盛一起都是菁英的「北面武士」集團而活躍著。不止武藝精湛，還通曉詩歌。雖然跟妻子共度美好的人生，但因邂逅鳥羽上皇的妃子藤原璋子，在23歲捨棄武士身份而出家，開始飄泊的人生。跟清盛始終都是好友。
- 春子（はるこ）
- 演員：吉田羊

西行的妻子。
- 伊東祐親（いとう すけちか）

演員：峰龍太
伊豆国豪族，平家的家臣，受命監視賴朝。親眼見證清盛的強大，對他感到敬畏，因此在得知女兒八重姬與賴朝私通生子後相當恐懼，甚至不惜手刃自己的外孫。
- 北条時政（ほうじょう ときまさ）
- 演員：遠藤憲一

伊豆国豪族。祐親的女婿，政子的父親。原先反對女兒政子親近賴朝，但在見證賴朝的決心後，轉而支持他舉兵。
- 北条義時（ほうじょう よしとき）
- 演員：中山卓也

時政的兒子，政子的弟弟。幼名小四郎（こしろう）。

## 放送日程
全50回。第1回擴大版（75分鐘）。
| 放送回                              | 放送日         | 日文標題 | 中文標題          | 導演       | 紀行                                                              | 收視率 |
| ----------------------------------- | -------------- | -------- | ----------------- | ---------- | ----------------------------------------------------------------- | ------ |
| 第一回                              | 2012年01月08日 |          | 兩個父親          | 柴田岳志   | 嚴島神社（廣島縣廿日市市）                                        | 17.3%  |
| 第二回                              | 2012年01月15日 |          | 無賴高平太        | 柴田岳志   | 石清水八幡宮（京都府八幡市）                                      | 17.8%  |
| 第三回                              | 2012年01月22日 |          | 源平兩家的少爺    | 渡辺一貴   | 伊勢平氏発祥傳説地（三重縣津市）                                  | 17.2%  |
| 第四回                              | 2012年01月29日 |          | 朝堂刺殺          | 渡辺一貴   | 平等院（京都府宇治市） 得長壽院（京都府京都市）                   | 17.5%  |
| 第五回                              | 2012年02月05日 |          | 討伐海盜          | 柴田岳志   | 和田神社（兵庫縣神戶市）                                          | 16.0%  |
| 第六回                              | 2012年02月12日 |          | 西海的海盜王      | 柴田岳志   | 忠海（廣島縣竹原市）                                              | 13.3%  |
| 第七回                              | 2012年02月19日 |          | 不光君            | 渡辺一貴   | 住吉大社（大阪府大阪市）                                          | 14.4%  |
| 第八回                              | 2012年02月26日 |          | 宋錢和內大臣      | 渡辺一貴   | 櫛田宮（佐賀縣神埼市）                                            | 15.0%  |
| 第九回                              | 2012年03月04日 |          | 兩個流落街頭者    | 中島由貴   | 法住寺／法住寺陵（京都府京都市）                                  | 13.4%  |
| 第十回                              | 2012年03月11日 |          | 義清棄世          | 中島由貴   | 勝持寺（京都府京都市） 吉野山 西行庵（奈良縣吉野町）              | 14.7%  |
| 第十一回                            | 2012年03月18日 |          | 陰魂之淚          | 渡辺一貴   | 六波羅蜜寺（京都府京都市）                                        | 13.2%  |
| 第十二回                            | 2012年03月25日 |          | 宿命的再會        | 渡辺一貴   | 法金剛院（京都府京都市）                                          | 12.6%  |
| 第十三回                            | 2012年04月01日 |          | 祇園鬥亂事件      | 中島由貴   | 八坂神社（京都府京都市）                                          | 11.3%  |
| 第十四回                            | 2012年04月08日 |          | 家盛奮起          | 中島由貴   | 熊野本宮大社（和歌山縣田邊市）                                    | 13.7%  |
| 第十五回                            | 2012年04月15日 |          | 暴風雨中的一家    | 柴田岳志   | 金剛峰寺（和歌山縣高野町）                                        | 12.7%  |
| 第十六回                            | 2012年04月22日 |          | 再見 父親         | 渡邊一貴   | 音戶之瀨戶（廣島縣呉市）                                          | 11.3%  |
| 第十七回                            | 2012年04月29日 |          | 平氏的領袖        | 中島由貴   | 鶴岡八幡宮（神奈川縣鎌倉市）                                      | 13.9%  |
| 第十八回                            | 2012年05月06日 |          | 後白河帝誕生      | 柴田岳志   | 円興寺（岐阜縣大垣市）                                            | 13.5%  |
| 第十九回                            | 2012年05月13日 |          | 鳥羽院之遺詔      | 渡辺一貴   | 安樂壽院（京都府京都市）                                          | 14.7%  |
| 第二十回                            | 2012年05月20日 |          | 前夜的決斷        | 佐々木善春 | 熱田神宮（愛知縣名古屋市）                                        | 11.8%  |
| 第二十一回                          | 2012年05月27日 |          | 保元之亂          | 中島由貴   | 高松神明神社（京都府京都市）                                      | 10.2%  |
| 第二十二回                          | 2012年06月03日 |          | 勝利的代價        | 柴田岳志   | 興福寺（奈良縣奈良市） 相国寺（京都府京都市）                     | 11.0%  |
| 第二十三回                          | 2012年06月10日 |          | 親斬叔父          | 渡邊一貴   | 船岡山公園（京都府京都市）                                        | 11.6%  |
| 第二十四回                          | 2012年06月17日 |          | 清盛的大事業      | 佐佐木善春 | 太宰府天滿宮（福岡縣太宰府市）                                    | 12.1%  |
| 第二十五回                          | 2012年06月24日 |          | 未竟之夢          | 柴田岳志   | 地御前神社（廣島縣廿日市市）                                      | 10.1%  |
| 第二十六回                          | 2012年07月1日  |          | 平治之亂          | 渡邊一貴   | 熊野那智大社（和歌山縣那智勝浦町） 熊野速玉大社（和歌山縣新宮市） | 13.2%  |
| 第二十七回                          | 2012年07月08日 |          | 宿命的對決        | 渡邊一貴   | 光念寺（京都府京都市）                                            | 11.7%  |
| 第二十八回                          | 2012年07月15日 |          | 朋友之子 朋友之妻 | 柴田岳志   | 大御堂寺（愛知縣美濱町）                                          | 11.2%  |
| 第二十九回                          | 2012年07月22日 |          | 滋子的婚禮        | 中島由貴   | 青蓮院門跡（京都府京都市）                                        | 10.7%  |
| 第三十回                            | 2012年07月29日 |          | 平家納經          | 中島由貴   | 鼓岡神社（香川縣坂出市）                                          | 11.4%  |
| 第三十一回                          | 2012年08月05日 |          | 流放伊豆之人      | 柴田岳志   | 櫛田神社（福岡県福岡市）                                          | 7.8%   |
| 第三十二回                          | 2012年08月19日 |          | 百日太政大臣      | 渡邊一貴   | 蛭之島公園（静岡縣伊豆之國市/伊東市）                             | 10.7%  |
| 第三十三回                          | 2012年08月26日 |          | 五十壽宴          | 中島由貴   | 音戶之瀨戶（廣島縣北廣島町/呉市）                                 | 9.3%   |
| 第三十四回                          | 2012年09月02日 |          | 白河院的口信      | 柴田岳志   | 賀茂神社（兵庫縣龍野市）                                          | 11.1%  |
| 第三十五回                          | 2012年09月09日 |          | 我都福原          | 渡邊一貴   | 雪見御所旧跡碑（兵庫県神戸市）                                    | 10.5%  |
| 第三十六回                          | 2012年09月16日 |          | 巨人的影子        | 中島由貴   | 嚴島神社（廣島縣廿日市市）                                        | 10.1%  |
| 第三十七回                          | 2012年09月23日 |          | 撞轎事件          | 橋爪紳一朗 | 若一神社（京都府京都市）                                          | 10.5%  |
| 第三十八回                          | 2012年09月30日 |          | 平家為翹楚        | 渡邊一貴   | 鞍馬寺（京都府京都市）                                            | 14.3%  |
| 第三十九回                          | 2012年10月07日 |          | 兔丸逝去          | 柴田岳志   | 勝福寺（兵庫縣神戶市）                                            | 9.7%   |
| 第四十回                            | 2012年10月14日 |          | 哀歌              | 中島由貴   | 平野神社（京都府京都市）                                          | 9.6%   |
| 第四十一回                          | 2012年10月21日 |          | 色子數目何去何從  | 佐佐木善春 | 伊豆山神社（静岡縣伊豆之國市）                                    | 7.9%   |
| 第四十二回                          | 2012年10月28日 |          | 鹿谷的陰謀        | 渡辺一貴   | 德林庵（京都府京都市）                                            | 8.9%   |
| 第四十三回                          | 2012年11月04日 |          | 忠孝難兩全        | 柴田岳志   | 長樂寺（京都府京都市）                                            | 10.2%  |
| 第四十四回                          | 2012年11月11日 |          | 彼處風景          | 中島由貴   | 淨教寺（京都府京都市）                                            | 10.4%  |
| 第四十五回                          | 2012年11月18日 |          | 以仁王的旨意      | 渡邊一貴   | 義經堂（岩手縣平泉町）                                            | 7.3%   |
| 第四十六回                          | 2012年11月25日 |          | 賴朝起兵          | 柴田岳志   | 荒田八幡神社（兵庫縣神戶市）                                      | 10.3%  |
| 第四十七回                          | 2012年12月02日 |          | 宿命的敗北        | 中島由貴   | 八幡神社（静岡縣清水町）                                          | 10.8%  |
| 第四十八回                          | 2012年12月09日 |          | 幻滅之都          | 中野亮平   | 東大寺（奈良縣奈良市）                                            | 10.4%  |
| 第四十九回                          | 2012年12月16日 |          | 雙六終結之時      | 渡邊一貴   | 能福寺（兵庫縣神戶市）                                            | 9.2%   |
| 最終回                              | 2012年12月23日 |          | 生於世 且玩焉     | 柴田岳志   | 赤間神宮（山口縣下關市）                                          | 9.5%   |
| 平均收視率12.0%（對關東地方的調查） |                |          |                   |            |                                                                   |        |

精華篇
第一回 (2013年1月2日 17:00 - 17:59) 武士的時代 

第二回 (2013年1月3日 17:00 - 17:59) 保元平治之亂 

第三回 (2013年1月3日 18:00 - 18:59) 海之都 

## 註腳
1. ↑  去年『江～公主們的戰國～』為2009年至2010年以小說版出版，在原本的劇本基礎上添構劇情，形式上定位為原創作品。
2. ↑  松ケン新しい「清盛」12年NHK大河 Archive.today的存檔，存档日期2013-05-22日刊スポーツ2010年11月9日閱覽
3. ↑  當時創下大河劇有史以來單集最低收視率紀錄。

## 外部連結
- NHK大河劇平清盛官方網站

| NHK综合频道 周日晚间八点 | NHK综合频道 周日晚间八点 | NHK综合频道 周日晚间八点 |
| ------------------------ | ------------------------ | ------------------------ |
|                          | 平清盛                   |                          |
| 江～公主們的戰國～       | 八重之櫻                 |                          |